# Ibraim ibne Taxufine
Ibraim ibne Taxufine (em árabe: إبراهيم بن تاشفين; romaniz.: Ibrahim ben Tasufin) foi o quarto emir da dinastia berbere dos Almorávidas. Foi o sucessor de Taxufine ibne Ali ibne Iúçufe e reinou pouco tempo, entre 1146 e 1147. Ibraim ibne Taxufine faleceu em Orão em 1147 lutando contra as tropas almóadas, que já venceram ante Tremecém.